# Communauté de communes du canton de Ducey
La communauté de communes du canton de Ducey est une ancienne communauté de communes française, située dans le département de Manche et la région Basse-Normandie.

## Historique
La communauté de communes du canton de Ducey a été créée le 31 décembre 1992. Le 1er janvier 2014, elle fusionne avec les communautés de communes d'Avranches, de Pontorson - Le Mont-Saint-Michel, de Sartilly - Porte de la Baie, auxquelles se joignent quelques communes de la communauté de communes du Pays hayland, pour former la communauté de communes Avranches - Mont-Saint-Michel.

## Composition
L'intercommunalité regroupait onze communes du canton de Ducey :
1. Céaux
2. Les Chéris
3. Courtils
4. Crollon
5. Ducey
6. Juilley
7. Marcilly
8. Le Mesnil-Ozenne
9. Poilley
10. Précey
11. Saint-Quentin-sur-le-Homme

## Administration
| Période                                  | Période       | Identité              | Étiquette     | Qualité                             |
| ---------------------------------------- | ------------- | --------------------- | ------------- | ----------------------------------- |
| janvier 1993                             | juillet 1995  | René Hardy            |               | Maire de Saint-Quentin-sur-le-Homme |
| juillet 1995                             | décembre 2013 | Henri-Jacques Dewitte | UDF, puis DvD | Maire de Ducey                      |
| Les données manquantes sont à compléter. |               |                       |               |                                     |